# Ramón Zaydín
Ramón Zaydín y Márquez Sterling (1895-1968) fue un abogado y político cubano, primer ministro de Cuba entre  1942 y 1944.

## Biografía
Abogado de profesión, fue profesor de Derecho en la Universidad de La Habana.
En 1940 fue uno de los redactores de la Constitución cubana de ese año, siendo delegado de la Convención Constitucional. Fue miembro de la Cámara de Representantes y luego presidente de la misma; también se desempeñó como senador.
Se desempeñó como primer ministro de Cuba desde el 16 de agosto de 1942 hasta el 16 de marzo de 1944. Su sucesor fue  Anselmo Alliegro y Milá.
Falleció en 1968.
| Predecesor: Carlos Saladrigas Zayas | Primer ministro de Cuba 1942 - 1944 | Sucesor: Anselmo Alliegro y Milá |